# خانه اسماعیل خانی
خانه اسماعیل خانی مربوط به دوره متاخر اسلامی دوره قاجار است و در شهرستان ابرکوه، بخش بهمن، شهر مهردشت، محله مهرآباد، کوچه روبروی تکیه علی اصغر پشت خانه حاج محمد جعفر رستگار پناه  بزرگ طایفه علی زینلی
واقع شده و این اثر در تاریخ ۲۲ آبان ۱۳۸۶ با شمارهٔ ثبت ۱۹۹۰۸ به‌عنوان یکی از آثار ملی ایران به ثبت رسیده است.